# Phenax granulatus
Phenax granulatus är en nässelväxtart som beskrevs av Ignatz Urban. Phenax granulatus ingår i släktet Phenax och familjen nässelväxter. Inga underarter finns listade i Catalogue of Life.